# 81st Street-Museum of Natural History
81st Street-Museum of Natural History è una fermata della metropolitana di New York situata sulla linea IND Eighth Avenue. Nel 2019 è stata utilizzata da 4 407 607 passeggeri. È servita dalla linea C sempre tranne di notte, dalla linea B durante i giorni feriali esclusa la notte, e dalla linea A solo di notte.

## Storia
La stazione fu aperta il 10 settembre 1932. Venne ristrutturata tra il 1998 e il 2000 in occasione della realizzazione dell'Hayden Planetarium dell'American Museum of Natural History.

## Strutture e impianti
La stazione è posta al di sotto di Central Park West e si sviluppa su due livelli, entrambi ospitano una banchina laterale e due binari, uno per i treni locali e uno per quelli espressi. La banchina superiore è servita dai treni in direzione nord, quella inferiore dai treni in direzione sud. Nel livello superiore sono posizionati due scale per il livello inferiore e due gruppi di tornelli, quello nord ha due scale che portano all'incrocio con 81st Street, mentre quello sud ha una scala che porta vicino all'ingresso principale dell'American Museum of Natural History. Esiste anche un terzo ingresso dotato di tornelli posizionato nel livello sotterraneo del museo.

## Interscambi
La stazione è servita da alcune autolinee gestite da MTA Bus e NYCT Bus.
- Fermata autobus